# Linggasirna
Linggasirna is een bestuurslaag in het regentschap Tasikmalaya van de provincie West-Java, Indonesië. Linggasirna telt 4158 inwoners (volkstelling 2010).